# Quận Franklin, Indiana
Quận Franklin là một quận thuộc tiểu bang Indiana, Hoa Kỳ. Theo điều tra dân số của Cục điều tra dân số Hoa Kỳ năm 2000, quận có dân số người. Quận lỵ đóng ở.

## Địa lý
Theo Cục điều tra dân số Hoa Kỳ, quận có diện tích km2, trong đó có km2 là diện tích mặt nước.

### Các xa lộ chính
- Interstate 74
- U.S. Route 52
- Indiana State Road 1
- Indiana State Road 46
- Indiana State Road 101
- Indiana State Road 121
- Indiana State Road 229
- Indiana State Road 252

### Quận giáp ranh
| - Fayette County (bắc) - Union County (đông bắc) - Butler County, Ohio (đông) - Hamilton County, Ohio (đông nam) | - Dearborn County (nam) - Ripley County (tây nam) - Decatur County (tây) - Rush County (tây bắc) |